# Moravský Žižkov
Moravský Žižkov é uma comuna checa localizada na região de Morávia do Sul, distrito de Břeclav‎.

## Demorafia
| Ano  | Número de casas | Número de Habitantes |
| 1788 | 50              | 210-260              |
| 1820 | 75              | 400                  |
| 1834 | 77              | 473                  |
| 1870 | 92              | 579                  |
| 1900 | 135             | 861                  |
| 1910 | 157             | 950                  |
| 1921 | 187             | 1011                 |
| 1930 | 222             | 1112                 |
| 1948 | 235             | 1259                 |
| 1962 | 330             | 1460                 |
| 1980 | 437             | 1458                 |
| 1991 | 424             | 1410                 |

## Informações Externas
- Site oficial (em checo)
- Guro folclórico "Chasa Moravský Žižkov" (em checo)